# Pseudelydna
Pseudelydna is een geslacht van vlinders van de familie visstaartjes (Nolidae), uit de onderfamilie Chloephorinae.

## Soorten
- P. rufoflava Walker, 1856
- P. xanthia Hampson, 1902